# Veh-Mihr-Shapur d'Armènia
Veh-Mihr-Shapur va ser marzban (governador) d'Armènia de l'any 428 al 442. El nakharar (noble armeni) Baanes Amatuni va ser nomenat lloctinent reial (hazarapet) al seu costat.
L'any 428, a petició dels nakharar d'Armènia, el rei sassànida Bahram V va deposar el rei Artaxes IV i va decidir d'abolir la dinastia arsàcida que havia governat Armènia durant molts anys. Per governat el país, que havia convertit en província, va nomenar Veh-Mihr-Shapur amb el títol de marzban. El nomenament de Baanes Amatuni el va fer per congraciar-se amb els nakharar armenis, i va donar altres títols importants a diversos nobles, com ara Isaac II Bagratuní, Vasaces de Siània i Vardanes II Mamiconi.
En aquell moment, Bahram V va voler, que l'Església Armènia s'adhereixi a l'Església Siríaca, d'una banda perquè aquesta Església és l'única d'observança cristiana que admet l'Imperi Sassànida, i també perquè si s'ajuntaven, trauria l'Església Armènia de la influència de l'Imperi Romà d'Orient. Amb aquesta finalitat, en substitució del Catolicós sant Isaac, deposat al mateix temps que Artaxes IV, Bahram va nomenar pel càrrec l'any 428 un armeni favorable als sassànides, Surmak, a qui va deposar l'any 429 potser també a petició dels nakharar i el va enviar com a bisbe de Beznunik al nord del llac Van, per nomenar al seu lloc un cristià siríac de Pèrsia, Berqitxo, que va ser deposat l'any 432 per ser substituït per Sant Isaac que es cuidaria exclusivament del poder espiritual, i per un siríac, Samuel, del poder temporal. Per la seva banda el cap de la milícia d'orient de l'Imperi Romà d'Orient, Anatol, havia demanat també al rei de Pèrsia que o bé restaurés a Isaac o bé el deixés lliure per anar a les províncies romanes d'Orient de població armènia per exercir com a cap de l'església allí. Samuel, a la seva mort el 437, va ser substituït per Surmak, nomenat Catolicós. Sant Isaac, per la seva banda, va anar a la cort de Bahram i va aconseguir l'alliberament de dos ostatges armenis, el seu net Vardanes Mamiconi i Gazavon, el més jove de la família dels Camsaracans de Shirak. Isaac va dirigir dos sínodes, un el 432 i un altre el 435 on es va condemnar als nestorians. El 437 Samuel va morir, i els nakharar van pregar a Isaac d'ocupar el lloc, assegurant que obtindrien el suport de la cort. Isaac va refusar i Surmak va ser elegit altre cop. Isaac va morir l'any 439, i l'any 440 el seu col·laborador Mesrop d'Armènia, inventor de l'alfabet armeni.
Veh-Mihr-Shapur va morir l'any 442, després d'una administració considerada justa. Havia sabut mantenir l'ordre sense ofendre frontalment el sentiment nacional. Vasaces de Siània va ser nomenat marzban en el seu lloc. El va succeir Vasaces de Siània.